# Уитфилд, Линн
Линн Уитфилд (англ. Lynn Whitfield, род. 6 мая 1953) — американская актриса, лауреат премии «Эмми».

## Биография
Линн Батлер-Смит родилась в Батон-Руже, штат Луизиана, в семье финансиста и стоматолога. В период обучения актёрской профессии она вышла замуж за драматурга Вантила Уитфилда. Они развелись в 1978 году. В период брака с ним она выступала на малых сценах Нью-Йорка, а в 1977 году получила первое признание благодаря игре в лос-анджелесской пьесе «Для цветных девочек, которые подумали о самоубийстве, когда взошла радуга» с Элфри Вудард. В 1990 году вышла замуж за режиссёра Брайана Гибсона, но они развелись в 1992 году. В браке у них родилась дочь Грейс.

## Карьера
В 1981 году Уитфилд дебютировала на телевидении в сериале NBC «Блюз Хилл-стрит». Два года спустя она дебютировала на большом экране в комедии «Доктор Детройт», а затем продолжала появляться на телевидении в таких шоу как «Кегни и Лейси», «Полиция Майами», «Сент-Элсвер» и «Мэтлок». На большом экране она в последующие годы имела роли второго плана в фильмах «Сильверадо» (1985), и «Челюсти: Месть» (1987). В 1988-89 годах она исполняла одну из центральных ролей в недолго просуществовавшем сериале ABC «Биение сердца», а затем снялась с Опрой Уинфри в мини-сериале «Женщины поместья Брюстер».
Уитфилд добилась наибольшего признания за исполнение роли Жозефины Бейкер в биографическом фильме HBO «История Жозефины Бейкер» 1991 года. Эта роль принесла ей премию «Эмми» в категории «Лучшая актриса в мини-сериале или фильме» (становясь первой темнокожей актрисой, выигравшей премию в данной категории), а также номинацию на «Золотой глобус». Успех привел Уитфилд к главным ролям в ряде других сделанных для телевидения фильмах. На большом экране она имела гораздо более ограниченный список ролей, исполнив лишь одну ведущую роль в романтической комедии «Тонкая грань между любовью и ненавистью». Её партнером по фильму выступил Мартин Лоуренс, который был моложе Уитфилд на двенадцать лет. В 1997 году она снялась в независимом фильме «Пристанище Евы», который имел большой успех у критиков. Уитфилд часто жаловалась, что в Голливуде нет интересных ролей для женщин, в первую очередь афро-американской внешности, из-за чего ей приходилось довольствоваться второстепенными ролями в таких неудачных фильмах как «На рыбалку» (1997).
Уитфилд провела 2000-е на вторых ролях в различных телефильмах и кинофильмах, таких как «Воссоединение семьи Мэдеи» (2006). У неё были второстепенные роли в сериалах «Бостонская школа» и «Без следа». В последние годы она снялась в ряде низкобюджетных фильмов различной тематики, а в 2014 году была приглашена на второстепенную роль в сериал производства Шонды Раймс «Как избежать наказания за убийство». В 2015 году Уитфилд была приглашена на центральную роль матриарха семейства в сериал Oprah Winfrey Network «Гринлиф», который тем самым стал её первым телепроектом, где она снимается на регулярной основе.

## Фильмография
| Год       |    | Русское название                        | Оригинальное название             | Роль               |
| --------- | -- | --------------------------------------- | --------------------------------- | ------------------ |
| 1981      | с  | Блюз Хилл-стрит                         | Hill Street Blues                 | Джилл Томас        |
| 1983      | ф  | Доктор Детройт                          | Doctor Detroit                    | Тельма Клеланд     |
| 1985      | ф  | Жена бейсболиста                        | The Slugger’s Wife                | Тина Альварадо     |
| 1985      | ф  | Сильверадо                              | Silverado                         | Рэй Джонсон        |
| 1985      | с  | Кегни и Лейси                           | Cagney & Lacey                    | Элеонора Таггарт   |
| 1985      | с  | Полиция Майами                          | Miami Vice                        | Одетт              |
| 1985      | с  | Каскадёры                               | The Fall Guy                      | Джинн              |
| 1987      | ф  | Челюсти: Месть                          | Jaws: The Revenge                 | Луиза              |
| 1987      | ф  | Мёртвая цель                            | Dead Aim                          | Шелли Фриман       |
| 1988      | с  | Сент-Элсвер                             | St. Elsewhere                     | Энни Каллан        |
| 1988—1989 | с  | Сердцебиение                            | HeartBeat                         | доктор Кори Бэнкс  |
| 1990      | с  | Мэтлок                                  | Matlock                           | Анджела Пейдж      |
| 1991      | тф | История Жозефины Бейкер                 | The Josephine Baker Story         | Жозефина Бейкер    |
| 1991      | с  | Закон для всех                          | Equal Justice                     | Мэгги Мэйфилд      |
| 1994      | ф  | Армейские приключения                   | In the Army Now                   | сержант Лэдд       |
| 1994—1995 | с  | Тайны Косби                             | The Cosby Mysteries               | Барбара Лоренц     |
| 1996      | ф  | Тонкая грань между любовью и ненавистью | A Thin Line Between Love and Hate | Брэнди Веб         |
| 1997      | ф  | На рыбалку                              | Gone Fishin’                      | Энджи              |
| 1997      | ф  | Планета Джуниора Брауна                 | The Planet of Junior Brown        | миссис Браун       |
| 1997      | ф  | Пристанище Евы                          | Eve’s Bayou                       | Роз Батист         |
| 1997      | с  | Прикосновение ангела                    | Touched by an Angel               | доктор Серена Холл |
| 1998      | ф  | Мачеха                                  | Stepmom                           | доктор Свайкер     |
| 2001      | с  | Бостонская школа                        | Boston Public                     | Луанна Харпер      |
| 2002      | ф  | Время танцевать                         | A Time for Dancing                | Линда Деррикс      |
| 2002—2006 | с  | Без следа                               | Without a Trace                   | Пола Ван Дорен     |
| 2003      | ф  | Глава государства                       | Head of State                     | Дебра Ласситер     |
| 2003      | тф | Чита Гёрлз                              | The Cheetah Girls                 | Доротея Гарибальди |
| 2004      | с  | Сильное лекарство                       | Strong Medicine                   | доктор Маршалл     |
| 2006      | ф  | Воссоединение семьи Мэдеи               | Madea’s Family Reunion            | Виктория           |
| 2006      | тф | Чита Гёрлз в Барселоне                  | The Cheetah Girls 2               | Доротея Гарибальди |
| 2006      | с  | Акула                                   | Shark                             | Анита Астин        |
| 2008      | ф  | Женщины                                 | The Women                         | Гленда Хилл        |
| 2009      | ф  | Нянька по вызову                        | The Rebound                       | Лора Рейли         |
| 2009      | с  | Вспомни, что будет                      | FlashForward                      | Анастасия Маркхэм  |
| 2011      | ф  | Мама, я хочу петь!                      | Mama, I Want to Sing!             | Лилиан Винтер      |
| 2011      | ф  | Разные вещи                             | All Things Fall Apart             | Би                 |
| 2013      | ф  | Вера короля                             | King’s Faith                      | Ванесса            |
| 2014      | ф  | 30 дней в Атланте                       | 30 Days in Atlanta                | Клара              |
| 2014      | ф  | Идеальный стриптиз                      | Lap Dance                         | Мама Перл          |
| 2014—2015 | с  | Как избежать наказания за убийство      | How to Get Away with Murder       | Мэри Уолкер        |
| 2014—2016 | с  | Зажигай!                                | Hit the Floor                     | Ванесса Ховард     |
| 2015      | с  | Погоня за жизнью                        | Chasing Life                      | Карен Каллахан     |
| 2015—2016 | с  | Любовницы                               | Mistresses                        | Марджори           |
| 2016—2020 | с  | Гринлиф                                 | Greenleaf                         | леди Мэй Гринлиф   |
| 2018      | ф  | Счастье в волосах                       | Nappily Ever After                | Полетт Джонс       |
| 2019      | с  | Ординатор                               | The Resident                      | Джозефина Океке    |
| 2020      | ф  | Истории из морга 3                      | Tales from the Hood 3             | Мари Бенуа         |
| 2021      | ф  | Друзья по отпуску                       | Vacation Friends                  | Сюзанна Конвей     |
| 2023      | ф  | Папа из спецназа                        | The Retirement Plan               | Франсин Дрисдейл   |
| 2023      | с  | Остров фантазий                         | Fantasy Island                    | Джуди Джексон      |
| 2023      | с  | Чи                                      | The Chi                           | Алисия             |